# 곤리항
곤리항은 경상남도 통영시 산양읍 곤리리 곤리도 섬에 있는 어항이다. 1972년 2월 23일 지방어항으로 지정하여 관리하고 있다. 시설관리자는 통영시장이다.

## 어항 구역
곤리항 북서측 방파제에서 남동측 방파제를 포함하는 선을 따라 형성된 구역(53,580m2)

## 어항 시설
- 방파제 265m, 물양장 180m

## 개발 계획
2015년 3월 12일 고시된 개발(정비)계획은 다음과 같다.
- 외곽시설 : 방파제 265m
- 계류시설 : 물양장 145m, 선착장 60m

## 주요 어종
- 도다리, 장어, 볼락